# Geosofia
La geosofia è un concetto introdotto in geografia da John Kirtland Wright nel 1947. La parola è l'unione di geo ("Terra" in greco) e sophia ("sapienza" in greco). Indica la geografia della conoscenza, che considera la dimensione immateriale dell'esperienza delle persone e le loro visioni in relazione al mezzo.
Wright la definì in questo modo:
(Wright)
La definizione a volte viene riassunta come "Lo studio del mondo come le persone lo concepiscono e lo immaginano." (McGreevy 1987) o "Sistemi di credenze che mettono in relazione l'interazione umana con gli ambienti terrestri." (attribuito a Innes Park, 1995)
La geosofia è a volte utilizzata come sinonimo di studio dei misteri della terra.